# 크리스토스 스테르기오글루
흐리스토스 스테르요글루(Christos Stergioglou, 1952년 1월 1일 ~ )는 그리스의 배우, 무대 연출가이다.
디디모티호에서 태어났다.

## 영화
- 인터럽션 (2015년)
- 런어웨이 데이 (2013년)
- 소외 (2013년)
- 안토니스 파라스케바스의 영원한 복귀 (2013년)
- 언페어 월드 (2011년)
- 송곳니 (2009년) - 아버지 역
- 힘든 이별 (2002년)